# The Woman in White (film 1912 Thanhouser)
The Woman in White è un cortometraggio muto del 1912. Il nome del regista non viene riportato nei credit del film, una delle numerose versioni tratte dal romanzo di Wilkie Collins. Nel 1912, in ottobre uscì un altro The Woman in White, prodotto dalla Gem Motion Picture Company.

## Produzione
Il film fu prodotto dalla Thanhouser Film Corporation.

## Distribuzione
Distribuito dalla Film Supply Company, il film - un cortometraggio in due bobine - uscì nelle sale cinematografiche statunitensi il 20 ottobre 1920.